# 斯內克拜特鎮區 (北卡羅萊納州伯蒂縣)
斯內克拜特鎮區（英語：Snakebite Township）是位於美國北卡羅萊納州伯蒂縣的一個鎮區。

## 地方資料
斯內克拜特鎮區的面積為169.64平方千米，皆為陸地。根據2020年美國人口普查的數據，當地共有人口1357人，而人口密度為每平方千米8人。